# Los Freddy's Sufrirás Sin Mi
Sufrirás Sin Mi es un álbum del grupo mexicano Los Freddy's. Fue lanzado al mercado en 1966.

## Lista de canciones
1. Sufrirás Sin Mi ("It's Only Love" - Beatles) - 2:37
2. Que Podrá Ser ("Norwegian Wood" - Beatles) - 2:23
3. Eterno Amor - 2:51
4. Quedate - 2:35 ("Sure Gonna Miss Her" - Gary Lewis & the Playboys)
5. Cerca De Tu Boca - 2:25
6. Tengo Un Corazón ("Heart Full of Soul" - Yardbirds) - 2:56
7. Dime Que Me Quieres ("My Girl" - Temptations) - 2:55
8. Como Dijo Salamon - 3:29
9. Amor Indio  ("Indian Love Call" - Rudolf Friml) - 3:22
10. Seguire Buscando ("I Won't Make That Mistake Again" - Gary Lewis & the Playboys)

- Datos: Q7634666